# Паволче
Паволче (болг. Паволче) — село в Болгарии. Находится в Врачанской области, входит в общину Враца. Население составляет 688 человек.

## Политическая ситуация
В местном кметстве Паволче, в состав которого входит Паволче, должность кмета (старосты) исполняет Емил Стефанов Василев (Граждане за европейское развитие Болгарии (ГЕРБ)) по результатам выборов правления кметства.
Кмет (мэр) общины Враца — Тотю Младенов Младенов (Граждане за европейское развитие Болгарии (ГЕРБ)) по результатам выборов в правление общины.